# یوهان کارل فولروت
یوهان کارل فولروت (انگلیسی: Johann Carl Fuhlrott; ۳۱ دسامبر ۱۸۰۳ – ۱۷ اکتبر ۱۸۷۷) انسان‌شناس، دیرین‌شناس، باستان‌شناس، پیشاتاریخ‌شناس، و گیاه‌شناس اهل پادشاهی پروس بود.